# Cantone di Montsauche-les-Settons
Il Cantone di Montsauche-les-Settons era una divisione amministrativa dell'arrondissement di Château-Chinon (Ville).
È stato soppresso a seguito della riforma complessiva dei cantoni del 2014, che è entrata in vigore con le elezioni dipartimentali del 2015.
Comprendeva i comuni di:
- Alligny-en-Morvan
- Chaumard
- Gien-sur-Cure
- Gouloux
- Montsauche-les-Settons
- Moux-en-Morvan
- Ouroux-en-Morvan
- Planchez
- Saint-Agnan
- Saint-Brisson